# Michèle Lamont
Pour les articles homonymes, voir Lamont.
Michèle Lamont, née à Toronto en 1957, est une sociologue et professeur à l'Université Harvard.
Elle est membre de l'Institut Canadien pour la Recherche Avancée et codirecteur de son programme de recherche sur les "Sociétés réussies".
Elle est nommée membre du Haut Conseil de la science et de la technologie français en 2006.

## Biographie
- 1978 Bachelor en politique de l'Université d'Ottawa
- 1979 Master en politique de l'Université d'Ottawa
- 1983 Docteur en Sociologie de l'Université Paris-VIII
- 1983-1985 Études Post doctorales à Stanford
- 1985-1987 Enseignante à l'Université d'Austin
- 1987 Professeur assistant en Sociologie à Princeton
- 2000 Professeur à Princeton,
- 2003 Professeur à Harvard

## Apports en sociologie
Michèle Lamont est principalement connue pour ses travaux en sociologie culturelle et comparative, dont notamment pour avoir développé les notions de distinction morale et de frontière symbolique.
Elle est aussi Professeure invitée à la Fondation nationale des sciences politiques, l'Université de Paris 8, l'École des hautes études en sciences sociales, et  l'Université de Tel Aviv